# 慶應稲荷大明神
慶應稲荷大明神（けいおういなりだいみょうじん）は、東京都新宿区信濃町の慶應義塾大学信濃町キャンパス内に存在する神社（学内神社）。慶應義塾を守護する稲荷神社である。受験シーズンにおいては合格祈願の受験生の参拝が見られる（後述）。

## 創建の由来
建立に至る経緯については塾内で以下のような逸話が語り継がれている。
1917年、慶應義塾は医学部を設置し、1920年には北里柴三郎を院長に迎え信濃町の地に慶應義塾大学病院を開院する。しかしながらこの直後なぜか医学部の幹部の急逝が重なり、かつ当直の職員の夢枕に神獣が現れ何かしら訴えるなどの凶兆が度重なり起こり、塾関係者において動揺が起こった。これは何らかの祟りではないかという疑心が起こり、浅草に住む高名な易者に占いを立てたところ、「池（かつて新教育研究棟北側に存在した）の畔に世に出たがっている神様がおられ、祠を建てて祭ることで凶兆は収まる」との宣託を受けるに至った。試しに池の周りを掘削すると、祠の欠片や水盤などの品々が発掘されるに至り神託の正しさが信じられるようになった。そこで塾関係者間で社を建て祟りを鎮めようと話がまとまった。募金を募り、1933年に現在の東校舎東側に稲荷神社を建立したところ異変が治まり、以後吉兆をもたらすようになったとされる。

## 沿革
同地は江戸時代においては下総生実藩森川出羽守の下屋敷が存在した。現在の社殿の前に鎮座されている手水鉢は1933年の創建の際に発見されたものであり、側面に「嘉永五年(1852年)十二月吉祥日」と記されており、これは生実藩屋敷時代に遡る。同年は生実藩は9代藩主森川俊民が逝去し、三男の森川俊位に家督が譲られた時期に相当する。この年を建立とみなした場合は社の歴史は江戸時代末期までさかのぼることになる。明治維新後の1871年の廃藩置県で生実藩は廃藩となり屋敷跡は国に接収され陸軍の練兵場となる。1917年慶應義塾大学部医学科開設に伴い同地は慶應義塾に払い下げられる。太平洋戦争末期の1945年5月25日の東京大空襲の際、一帯は焼夷弾の爆撃を受け、社殿は焼失してしまう。しかしながら戦後の1953年に有志により再建されている。この時は終戦直後の混乱期であったので募金が十分に集まらず、やむなく職員が購入した鉄パイプを組み立てて仮の鳥居を建てて代用している。1963年に有志による寄付で現在の社殿が建てられた。その後、木製の鳥居が朽ち果てたために1979年に現在の金属製の鳥居に建て直され今日に至る。
このように慶應義塾代々の教職員の献身と熱意によって現在の社が維持されてきたことになる。

## 祭礼
上記のような経緯もあって建立された後、毎年「初午（はつうま）の祭」が催され、かつては近隣住民も交えて、大々的に祭事が執り行われていた。しかしながらその後祭礼行事は規模が縮小され、現在では1年に1回3月に神主を招いて神事が執り行われている。

## 現状（合格祈願の神社として）
慶應義塾大学医学部キャンパス内に存在する神社ということで、受験雑誌や受験サイトで紹介され、受験シーズンには慶應諸学校への志願者、および（慶應志望に限らない）医・歯・薬・看護学部の受験生および国家試験の受験生らによる合格祈願の参拝で賑わう。平癒祈願の入院患者の参拝も見られる。
ただし、東京都の宗教法人としての登録はなされていない（2022年現在）。

## ロケーション

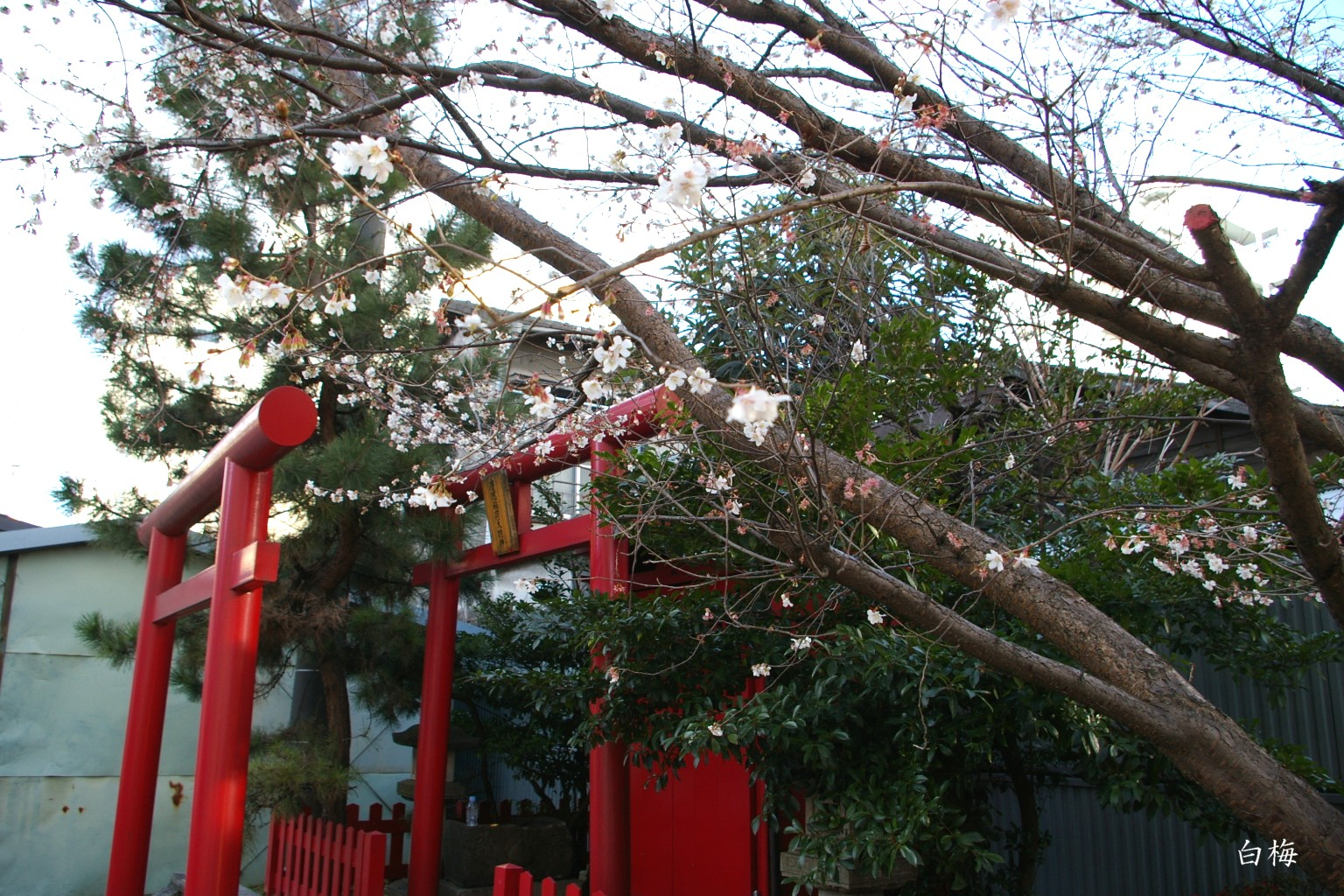
白梅

社殿の脇には紅梅と白梅の梅木が植えられ、これらは病院の看護職の宿舎の「白梅寮」（1957年完成）、「紅梅寮」（1974年完成）、慶應看護同窓会「紅梅會」（1934年結成）の名称の謂れになった。ただし2022年現在、白梅は現存しているが、「白梅寮」は2015年末に老朽化のために取り壊されている。その一方、紅梅は現存しないが「紅梅寮」「紅梅會」は存続している。

## 交通アクセス
JR・信濃町駅より徒歩6分（信濃町駅を下車すると駅前に慶應義塾大学病院キャンパスがある。東京都道319号環状三号線に添って病院正門を通り越して（信濃町煉瓦館を左手に）北方向に200 m進み、東門から構内入り60 m直進し、最初の角を右折し25 mほど進んだ地点にある）、この他都営地下鉄大江戸線・国立競技場駅より徒歩8分、東京メトロ丸ノ内線・四谷三丁目駅より徒歩11分。